# Сельское поселение Усть-Юган
Се́льское поселе́ние Усть-Юган — муниципальное образование в Нефтеюганском районе Ханты-Мансийского автономного округа Российской Федерации.
Административный центр — посёлок Усть-Юган.
Площадь муниципального образования в рамках утверждённых границ −436,28 га

## История
Статус и границы сельского поселения установлены Законом Ханты-Мансийского автономного округа - Югры от 25 ноября 2004 года № 63-оз «О статусе и границах муниципальных образований Ханты-Мансийского автономного округа - Югры»

## Население
| 2010  | 2012  | 2013  | 2014  | 2015  | 2016  | 2017  |
| ----- | ----- | ----- | ----- | ----- | ----- | ----- |
| 1988  | ↘1910 | ↘1879 | ↘1835 | ↘1820 | ↘1796 | ↘1788 |
| 2018  | 2019  | 2020  | 2021  |       |       |       |
| ↗1831 | ↗1867 | ↘1794 | ↗1948 |       |       |       |

## Состав сельского поселения
| № | Населённый пункт | Тип населённого пункта          | Население |
| - | ---------------- | ------------------------------- | --------- |
| 1 | Усть-Юган        | посёлок, административный центр | ↘734      |
| 2 | Юганская Обь     | посёлок                         | ↘1254     |